# Оріоло-Романо
Оріоло-Романо (італ. Oriolo Romano) — муніципалітет в Італії, у регіоні Лаціо,  провінція Вітербо.
Оріоло-Романо розташоване на відстані близько 45 км на північний захід від Рима, 29 км на південь від Вітербо.
Населення — 3805 осіб (2014).

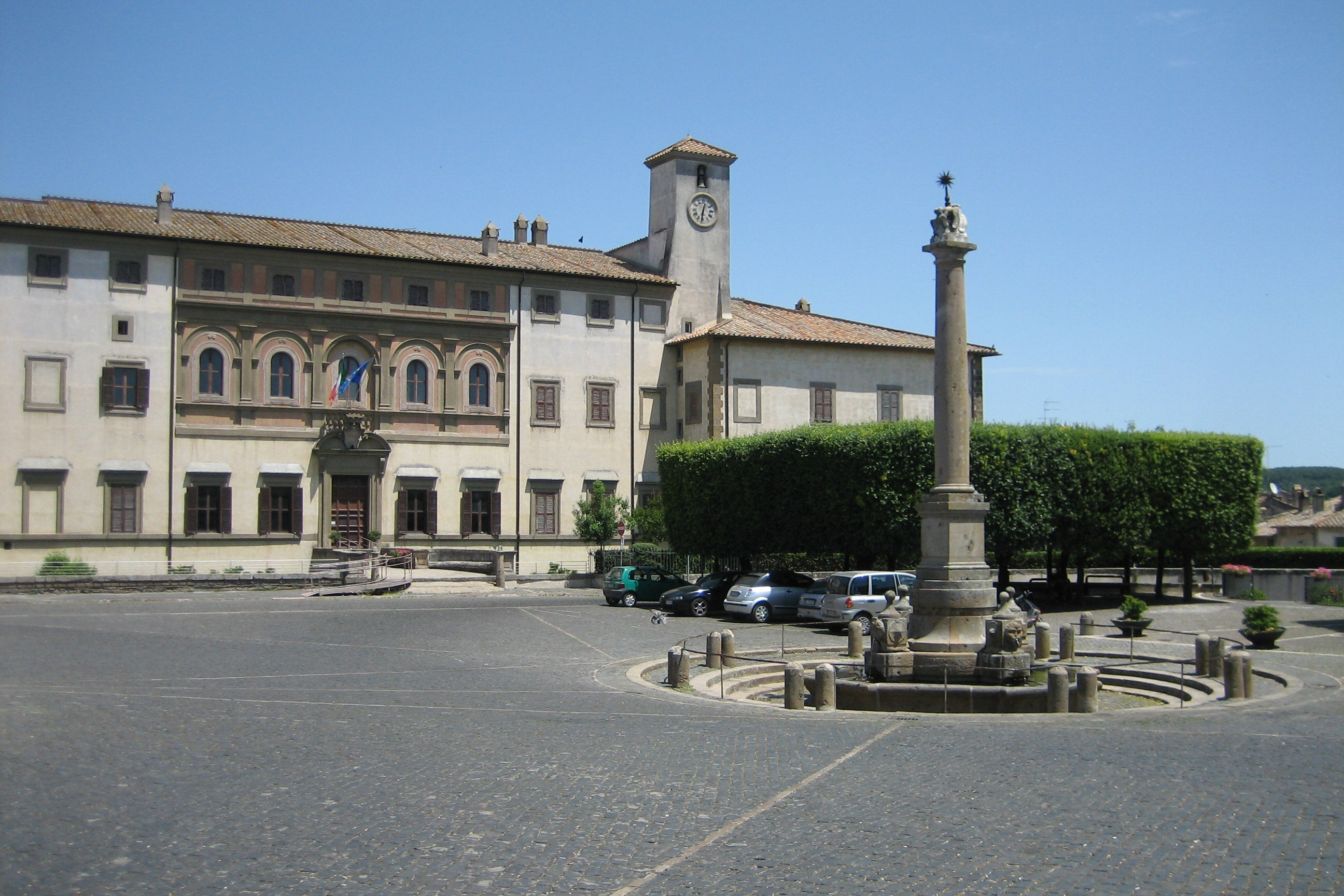

Щорічний фестиваль відбувається 23 квітня. Покровитель — святий Юрій.

## Демографія
Населення за роками:

Станом на 1 січня 2023 року в муніципалітеті офіційно проживали 273 іноземці з 40 країн, серед них 123 громадяни країн Євросоюзу та 19 громадян України.

## Сусідні муніципалітети
- Бассано-Романо
- Браччано
- Канале-Монтерано
- Манціана
- Веяно